# Okres Veszprém

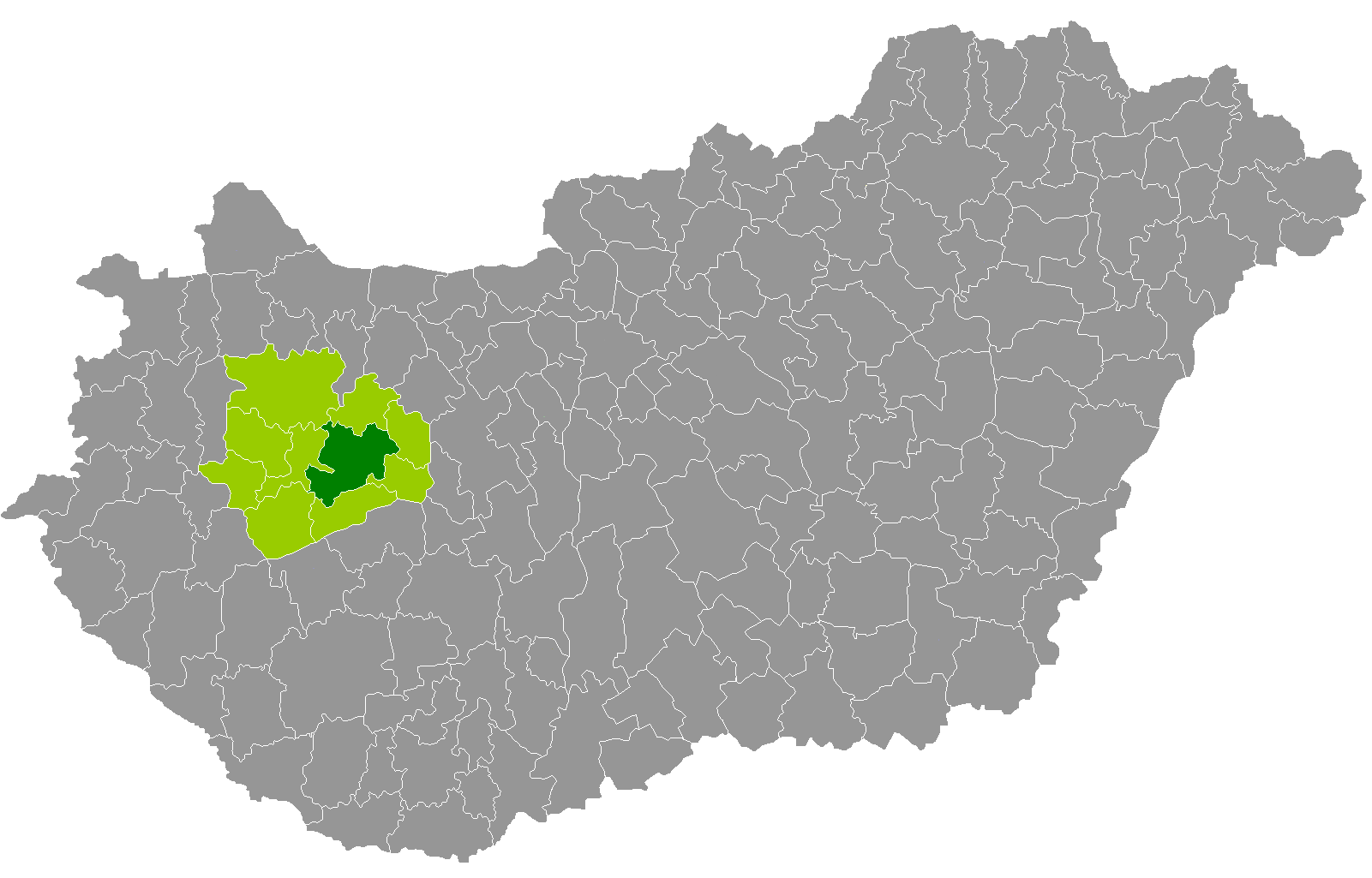
Okres Veszprém

Okres Veszprém (maďarsky Veszprémi járás) je okres v Maďarsku v župě Veszprém. Jeho správním centrem je město Veszprém.

## Sídla
V okrese se nacházejí dvě města a 17 obcí.
- Bánd
- Barnag
- Eplény
- Hajmáskér
- Hárskút
- Herend
- Hidegkút
- Márkó
- Mencshely
- Nagyvázsony
- Nemesvámos
- Pula
- Sóly
- Szentgál
- Szentkirályszabadja
- Tótvázsony
- Veszprém
- Veszprémfajsz
- Vöröstó